# Giuse Thẩm Bân
Giuse Thẩm Bân (tiếng Trung: 沈斌, Joseph Shen Bin; sinh 1970) là một giám mục người Trung Quốc của Giáo hội Công giáo Rôma. Ông hiện đảm nhận chức vụ Giám mục Chánh tòa Giáo phận Thượng Hải, chính thức từ ngày 15 tháng 7 năm 2023. Ngoài ra, ông còn giữ các chức vụ Chủ nhiệm Hội Công giáo Yêu nước tỉnh Giang Tô, Phó chủ tịch Hội Công giáo Yêu nước Trung Quốc, Ủy viên Hội nghị Hiệp thương Chính trị Nhân dân Trung Quốc khóa XII.

## Thân thế đạo nghiệp
Giuse Thẩm Bân sinh ngày 23 tháng 2 năm1970, người Giang Tô (Trung Quốc). Sau khoảng thời gian dài tu học triết học tại Thượng Hải và Thần học tại Bắc Kinh, Phó tế Thẩm Bân được trao chức vụ linh mục ngày 1 tháng 11 năm 1996. Trong thời kỳ làm linh mục tại giáo phận Hải Môn, ông từng là Phó xứ Giáo xứ Thánh Tâm Chúa Giêsu, sau đó là Tổng Đại diện Giáo phận. Ông sau đó là linh mục quản xứ Giáo xứ Mẹ Thiên Chúa.
Tháng 3 năm 2009, linh mục Giuse Thẩm Bân được Hội Công giáo Yêu nước Trung Quốc đề cử làm Giám mục Chánh tòa Giáo phận Hải Môn. Tòa Thánh Vatican cũng thông qua xem xét hòa giải và nối lại sự hiệp thông, phê chuẩn việc phong chức Giám mục cũng như chức vụ Giám mục Hải Môn. Như vậy, Giám mục Giuse Thẩm Bân cùng với các giám mục Phaolô Mạnh Thanh Lộc, Giuse Thái Bỉnh Thụy cùng được Tòa Thánh và Giám mục đoàn Công giáo Trung Quốc công nhận.
Lễ tấn phong của giám mục Giuse Thẩm Bân được tổ chức vào ngày 21 tháng 4 năm 2010. Ông chọn cho mình khẩu hiệu giám mục là Adveniat regnum tuum (Nước Cha trị đến).
Ngày 9 tháng 12 năm 2010, giám mục Thẩm Bân được bầu làm Phó chủ tịch Hội Công giáo Yêu nước Trung Quốc. Ông cũng đồng thời giữ các chức vụ Chủ nhiệm Hội Công giáo Yêu nước tỉnh Giang Tô, Ủy viên Hội nghị Hiệp thương Chính trị Nhân dân Trung Quốc khóa XII.
Ngày 4 tháng 4 năm 2023, Giám mục Thẩm Bân nhậm chức Giám mục Thượng Hải, tuy không có bất cứ tuyên bố nào từ Tòa Thánh về việc bổ nhiệm này. Giáo hoàng sau đó chấp thuận việc bổ nhiệm này vào ngày 15 tháng 7 cùng năm.